# Ror Wolf
Ror Wolf Werke (Saalfeld, 29 de junio de 1932-Maguncia, 17 de febrero de 2020) fue un escritor y artista alemán. También era conocido por el seudónimo «Raoul Tranchirer».

## Obras (en alemán)
- Im Zustand vergrößerter Ruhe. Die Gedichte, hrsg. von Friedmar Apel, Schöffling & Co. 2009
- Raoul Tranchirers Enzyklopädie für unerschrockene Leser, Bd. II, hrsg. von Thomas Schröder, Schöffling & Co. 2009

Antologías
- Nachrichten aus der bewohnten Welt, Frankfurter Verlagsanstalt 1991, Nachdruck Fischer 1994
- Fortsetzung des Berichts, Neuausgabe, Frankfurter Verlagsanstalt 1992, Nachdruck Fischer 1995
- Die Gefährlichkeit der Großen Ebene (darin auch Pilzer und Pelzer), Neuausgabe, Frankfurter Verlagsanstalt 1992, Nachdruck Fischer 1996
- Das nächste Spiel ist immer das schwerste, Neuausgabe, Frankfurter Verlagsanstalt 1994, Nachdruck Fischer 1996
- Danke schön. Nichts zu danken (darin auch Mehrere Männer), Neuausgabe, Frankfurter Verlagsanstalt 1995, Nachdruck Fischer 1997
- Aussichten auf neue Erlebnisse. Moritaten, Balladen und andere Gedichte 1957-1996; Frankfurter Verlagsanstalt 1996, Nachdruck Fischer 1999

Enciclopedia para lectores sin miedo
- Band 1: Raoul Tranchirers vielseitiger großer Ratschläger für alle Fälle der Welt, Anabas-Verlag 1983; erw. Neuausgabe Schöffling & Co. 1999
- Band 2: Raoul Tranchirers Mitteilungen an Ratlose, Haffmans 1988; erw. Neuausgabe Anabas 1997
- Band 3: Raoul Tranchirers Welt- und Wirklichkeitslehre aus dem Reich des Fleisches, der Erde, der Luft, des Wassers und der Gefühle, Anabas 1990
- Band 4: Tranchirers letzte Gedanken über die Vermehrung der Lust und des Schreckens, Anabas 1994
- Band 5: Raoul Tranchirers Enzyklopädie für unerschrockene Leser & ihre überschaubaren Folgen, Anabas 2002
- Band 6: Raoul Tranchirers Bemerkungen über die Stille, Schöffling & Co. 2005
- Auswahlband: Raoul Tranchirers Taschenkosmos, Wagenbach 2005

Crónicas del archivo de la fábrica de la verdad
- Die Grenzen der Vertraulichkeit oder Große Reise in entgegengesetzter Richtung, Anabas 2006
- Eine schöne Umgebung oder Neuigkeiten aus dem Gebiet der dunklen Gefühle, Anabas 2008
- Vor dem Fenster übrigens zu meiner Verwunderung die Abenddämmerung, Anabas 2008

Ediciones
- Vorzeichen. Fünf neue deutsche Autoren (Anthologie, herausgegeben von Hans Magnus Enzensberger), Suhrkamp 1962
- Fortsetzung des Berichts, Roman, Suhrkamp 1964; Neuausgabe Suhrkamp 1970
- Das Lexikon der feinen Sitte, zus. mit Karl Riha, Prosa und Bildcollagen, Diskus-Verlag 1964
- Pilzer und Pelzer, Roman, Suhrkamp 1967; erw. Neuausgabe Suhrkamp 1978, vollst. Ausgabe mit Bildcollagen Luchterhand 1988
- mein famili, Moritaten und Bildcollagen, Anabas-Verlag 1968; erw. Ausgabe Suhrkamp 1971
- Danke schön. Nichts zu danken, Geschichten, Suhrkamp 1969
- Punkt ist Punkt. Fußball-Spiele Suhrkamp 1971; erw. Ausgabe ebd 1973; erste Version: Punkt ist Punkt. Beschäftigung mit dem Fußball in Renate Matthaei (Hg): Trivialmythen März, Frankfurt 1970, Neuaufl. Area, Erftstadt 2004 ISBN 3-89996-029-7 (S. 340 - 359)
- Auf der Suche nach Doktor Q Hörspiel-Trilogie, Suhrkamp 1976
- Die Gefährlichkeit der großen Ebene, Roman und kurze Prosa, Suhrkamp 1976
- Die heiße Luft der Spiele, Prosa und anderes, Suhrkamp 1980
- Das nächste Spiel ist immer das schwerste (Sammelband aller Fußballtexte) Athenäum 1982, erw. Neuausgabe Haffmans 1990, häufige Neuaufl., zuletzt Schöffling, Frankfurt 2008 ISBN 3-89561-324-X
- Hans Waldmanns Abenteuer, Moritaten, Balladen und andere Gedichte, Haffmans 1985
- Mehrere Männer, Prosa und Bildcollagen, Luchterhand 1987
- Ausflug an den vorläufigen Rand der Dinge, Prosa 1957-1976 mit Bildcollagen, Luchterhand 1988
- Ein Komplott aus Spiel, Spaß und Entsetzen, Prosa, Lyrik, Collagen, hrsg. von Karl Riha, Reclam 1994
- Leben und Tod des Kornettisten Bix Beiderbecke aus Nordamerika. Radio-Reisen, Hörspiele (darin die CD Vier Radio-Collagen) Schöffling 2000
- Zwei oder drei Jahre später. Siebenundvierzig Ausschweifungen, Frankfurter Verlagsanstalt 2003
- Zwei oder drei Jahre später. Neunundvierzig Ausschweifungen, erw. Neuausgabe (enthält Die neunundvierzigste Ausschweifung) Schöffling 2007
- Pfeifers Reisen. Gedichte Schöffling 2007
- Verschiedene Möglichkeiten, die Ruhe zu verlieren. Ein Lesebuch, hrsg. von Brigitte Kronauer, Schöffling & Co. 2008

Impresos para bibliófilos
- Achtung Achtung, serielle manifeste VIII, edition galerie press st. gallen, 1966
- Frau Grau, Raamin-Presse 1973
- Nächtliches Aufschreien, The Bear Press 1991
- Nachrichten aus der bewohnten Welt, Marvid-Presse 1993
- Die weiche Welt der fließenden Tiere, The Bear Press 1995
- Frau Grau, Rabenpresse 1996
- Nachrichten aus der bewohnten Welt, Rabenpresse 1996
- Die Gewalt des Gesangs in Nevada, Schöffling & Co. 1999
- Ein Unglück im Westen, am 13. Mai, The Bear Press 2000
- Auf nach Westen, Privatdruck Anke Kuhl 2001
- Weder in Schleiz noch an einer anderen Stelle der Welt, The Bear Press 2006
- Die Hand, The Bear Press 2008
- Ausdehnung, The Bear Press 2008

Obras radiofónicas
- Der Chinese am Fenster, WDR/HR 1971
- Die überzeugenden Vorteile des Abends, HR 1974
- Reise in die Luft in 67 Minuten und 15 Sekunden, HR/WDR 1976
- Leben und Tod des Kornettisten Bix Beiderbecke aus Nord-Amerika, SWF/HR/NDR/WDR 1986
- Das Blinzeln des magischen Auges, HR/SR 1990
- Die Durchquerung der Tiefe in dreizehn dunklen Kapiteln, SWF/DLF/HR 1997
- Mehrere Männer, SWR 2001
- Die Gewalt des Gesangs in Nevada, SWR 2005
- Die neunundvierzigste Ausschweifung, SWR 2007
- Raoul Tranchirers Bemerkungen über die Stille, SWR 2007

Obras radiofónicas de sonido original
- Die Einsamkeit des Meeresgrundes, WDR/SDR 1979 (mit nachgesprochenem Originalton)
- Bananen-Heinz, HR 1983
- Das langsame Erschlaffen der Kräfte, BR 2006

Radio-collages
- Die heiße Luft der Spiele, SDR 1972
- Die Stunde der Wahrheit, HR 1974
- Schwierigkeiten beim Umschalten, HR 1978
- Rückblick auf große Tage, HR 1978
- Der Ball ist rund, HR 1979
- Merkwürdige Entscheidungen, HR 1979
- Die alten Zeiten sind vorbei, HR 1979
- Expertengespräche, HR 1979
- Heinz, wie ist Deine Ansicht?, HR 1979
- Cordoba Juni 13.45 Uhr, HR 1979

Soportes de sonido
- Die heiße Luft der Spiele, Hörspielcassette, Hessischer Rundfunk 1980
- Der Ball ist rund / Schwierigkeiten beim Umschalten, Radio-Collagen, Schallplatte, Edition RZ 1987
- Leben und Tod des Kornettisten Bix Beiderbecke aus Nordamerika, Hörspielkassette, Klett-Cotta 1989; CD Aufbau/Audio-Verlag 2000
- Radio-Collagen. Fußball-WM 1974 und 1978, CD, Anabas 1998
- Vier Radio-Collagen, CD, in: Leben und Tod des Kornettisten Bix Beiderbecke aus Nordamerika. Radio-Reisen, Schöffling & Co. 2000
- Dichter Stimmen 2: 70er Jahre, 3CD-Box, Der Hörverlag 2005; darin ein zwanzigminütiger Ausschnitt aus Die Gefährlichkeit der großen Ebene, gelesen von Ror Wolf
- Gesammelte Fußballhörspiele, Zehn Radiocollagen aus vergangenen Tagen und Das langsame Erschlaffen der Kräfte, herausgegeben von Jürgen Roth, 4CD-Box, Intermedium 2006
- Die neunundvierzigste Ausschweifung, gelesen von Christian Brückner, DoCD, Parlando 2007

## Entregas
- Jahrbuch der Lyrik (mit Christoph Buchwald), München 1997

## Escritos sobre la obra de Wolf
Colecciones
- Lothar Baier (Hrsg.), Über Ror Wolf, Suhrkamp 1972.
- Oliver Jahn / Kai U. Jürgens (Hgg.), Ähnliches ist nicht dasselbe. Eine rasante Revue für Ror Wolf, Verlag Ludwig 2002. ISBN 3-933598-59-1
- N.N. (Hrsg), Anfang und vorläufiges Ende, Materialien zur Werkausgabe, Frankfurter Verlagsanstalt 1992.
- Ivo Wessel (Hrsg.), »Im Grunde rechne ich mit allem.« Der Schriftsteller Ror Wolf und der Charme des Unerwarteten, Ausstellungskatalog auf CD-ROM, Selbstverlag 2002.

Estudios
- Ina Appel, Von Lust und Schrecken im Spiel ästhetischer Subjektivität. Über den Zusammenhang von Subjekt, Sprache und Existenz in [der] Prosa von Brigitte Kronauer und Ror Wolf, Königshausen und Neumann 2000.
- Thomas Bündgen, Sinnlichkeit und Konstruktion. Die Struktur moderner Prosa im Werk von Ror Wolf, Peter Lang 1985.
- Espen Ingebrigtsen, »Es sind meine Worte, die Ihnen in die Glieder fahren.« Ironie und Bildlichkeit in Raoul Tranchirers »Enzyklopädie für unerschrockene Leser« (enlace roto disponible en Internet Archive; véase el historial, la primera versión y la última)., Bergen, Univ., Magisterarbeit, 2007 (online verfügbar)
- Kai U. Jürgens, Zwischen Suppe und Mund. Realitätskonzeption in Ror Wolfs »Fortsetzung des Berichts«, Verlag Ludwig 2000. ISBN 3-933598-10-9
- Barbara Raschig, Bizarre Welten. Ror Wolf von A bis Z, Siegen, Univ., Diss., 2000 (online verfügbar).
- Martin Schmitt, Nichts als die Wahrheit. Sprache und Welt in Ror Wolfs Prosa, Kirsch 2004.
- Martin Schmitt, Unterwegssein. Präsenz und Absenz in Ror Wolfs Kürzestprosa, Aisthesis 2004.
- Rolf Schütte, Material Konstitution Variabilität. Sprachbewegungen im literarischen Werk von Ror Wolf, Peter Lang 1987.